# Erich Mende

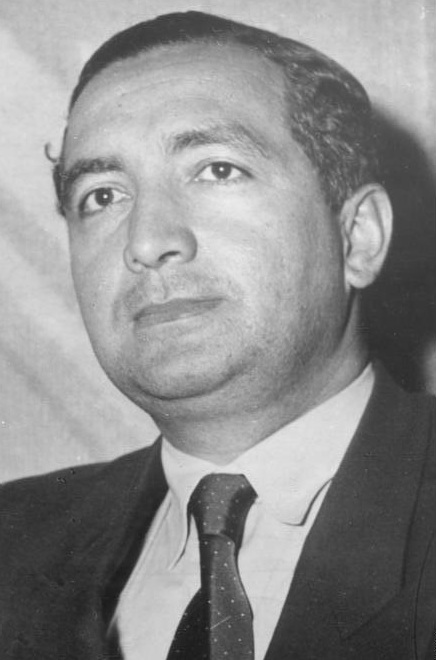
Erich Mende (1961)

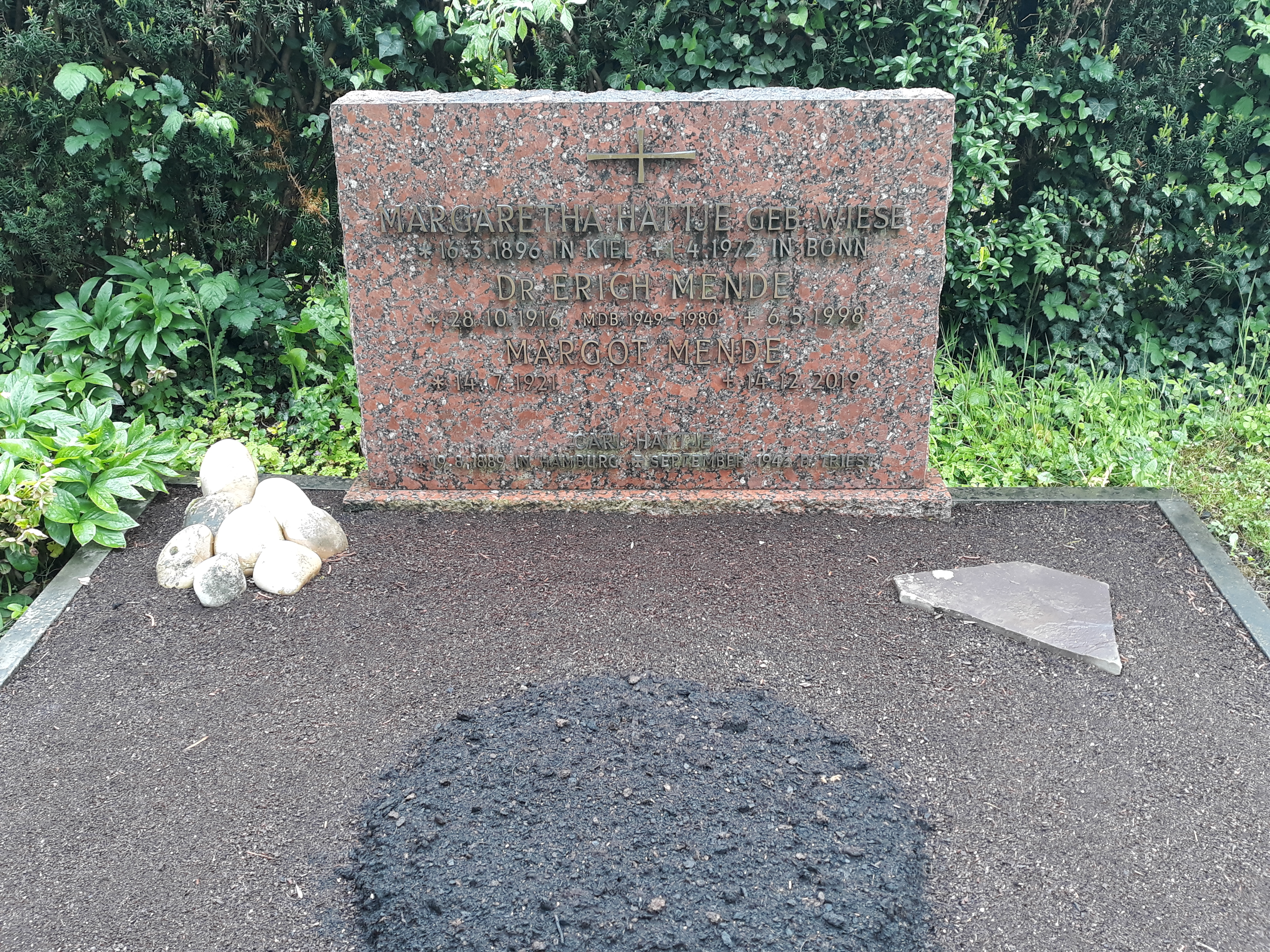
Das Grab von Erich Mende und seiner Ehefrau Margot, geborene Hattje auf dem Burgfriedhof Bad Godesberg in Bonn

Erich Mende (* 28. Oktober 1916 in Groß Strehlitz, Landkreis Groß Strehlitz in Oberschlesien; † 6. Mai 1998 in Bonn) war ein deutscher Offizier, Jurist und Politiker (FDP bis 1970, dann CDU). Von 1960 bis 1968 war er Bundesvorsitzender der FDP und von 1957 bis 1963 Vorsitzender der FDP-Bundestagsfraktion. Er hatte zudem verschiedene Wirtschaftsfunktionen inne.
Als Gegner des CDU-Politikers Konrad Adenauer hatte Mende 1961 zunächst eine Koalition mit der CDU/CSU unter Adenauer abgelehnt. Als die Union auf Adenauers Kanzlerschaft bestand, gab die FDP nach (sogenannter „Umfall“). Mende trat aber nicht in das Kabinett ein. Nach dem versprochenen Rücktritt Adenauers 1963 wurde Mende Bundesminister für gesamtdeutsche Fragen und zugleich Vizekanzler unter dem neuen Kanzler Ludwig Erhard (Kabinett Erhard I). Er blieb dies auch nach der Bundestagswahl 1965 (Kabinett Erhard II). Am 27. Oktober 1966 traten Mende und die anderen drei FDP-Minister im Zuge eines Haushaltsstreits zurück und beendeten damit die Regierungskoalition mit der CDU. Mit der Bildung der Großen Koalition befand sich die FDP in der Opposition. Nach einem innerparteilichen Richtungsstreit trat Mende 1968 vom Parteivorsitz zurück. Er übernahm die Repräsentanz für den Finanzkonzern Investors Overseas Services, dessen skandalträchtiger Untergang ab 1970 seinem Renommee schadete.
Beim Zustandekommen der SPD-FDP-Regierung 1969 war Mende daher nur einfacher Abgeordneter im Bundestag. Wegen seiner Ablehnung der Neuen Ostpolitik verließ er die FDP-Fraktion und auch die Partei. Danach wurde er für die CDU noch zweimal in den Bundestag gewählt.

## Ausbildung und Beruf
Nach dem Besuch des Gymnasiums Johanneum in Groß Strehlitz und dem Abitur im Jahr 1936 wurde Erich Mende, Sohn des Lehrers und Stadtverordneten der Zentrumspartei Max Mende, zunächst zum Reichsarbeitsdienst und dann zum Wehrdienst in der Infanterie in die Wehrmacht eingezogen. Von 1938 bis 1945 war er Berufsoffizier, zuletzt im Rang eines Majors stellvertretender Regimentskommandeur in der 102. Infanterie-Division. Im letzten Kriegsjahr wurde ihm das Ritterkreuz des Eisernen Kreuzes verliehen, das er später als einer der ersten wieder öffentlich trug.
Kurz vor Kriegsende geriet Mende in britische Kriegsgefangenschaft. Nach seiner Entlassung gelangte er als Heimatvertriebener ins Ruhrgebiet und begann 1945 ein Studium der Rechts- und Staatswissenschaften in Köln und Bonn. 1948 legte er das erste juristische Staatsexamen ab und wurde 1949 mit der Arbeit Das parlamentarische Immunitätsrecht in der Bundesrepublik Deutschland und ihren Ländern zum Dr. jur. promoviert. Anschließend arbeitete er als Dozent für Politische Wissenschaften an der Universität Bonn. Nach seinem Rücktritt als Minister war er seit 1967 als Deutschland-Manager für die „IOS – Investors Overseas Services“ mit dem amerikanischen Finanzunternehmer Bernard Cornfeld bis zu deren Insolvenz 1971 tätig. 1970 wechselte er als Wirtschaftsjurist zum Finanzvertrieb Bonnfinanz.
Mende gehörte in der Nachkriegszeit zu den engagiertesten Bundestagsabgeordneten in der Kriegsverbrecherfrage und setzte sich für die Freilassung von deutschen Kriegsverbrechern im Ausland ein. So empfing er beispielsweise einen SS-Mann, der aus einem Gefängnis in den Niederlanden geflüchtet war, im Bundeshaus.
Erich Mende war katholisch, zweimal verheiratet (ab 1948 mit der evangelischen Kunstmalerin Margot Mende, geborene Hattje) und hatte drei Söhne (Walter-Rainer aus erster Ehe, Marcus und Matthias) und eine Tochter (Manuela). Sein ältester Sohn Walter Mende gehörte der SPD an und war von 1994 bis 1999 Oberbürgermeister von Leverkusen. Erich Mende wurde auf dem Burgfriedhof in Bad Godesberg beigesetzt.

## Partei

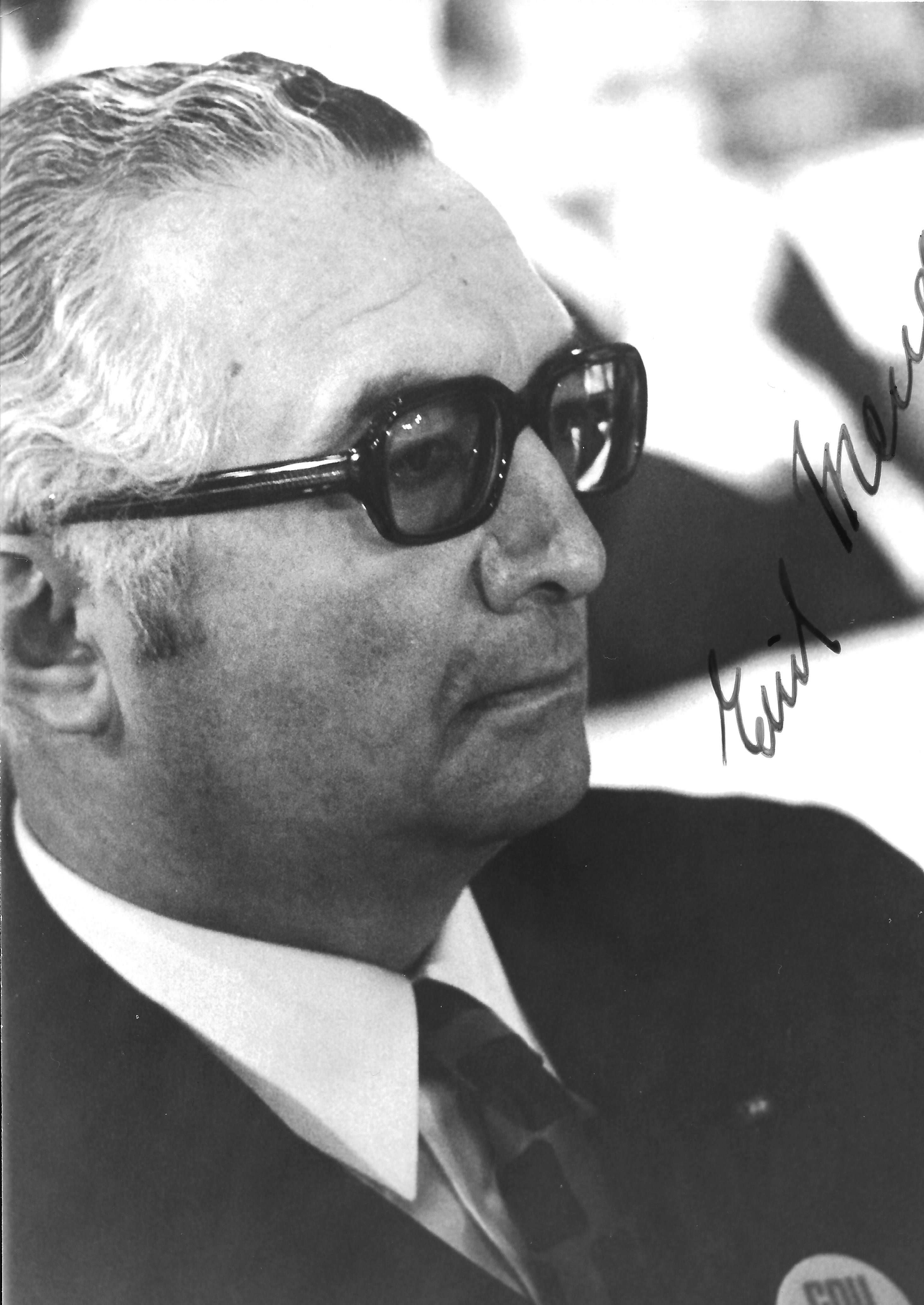
Bundesparteitag der CDU 1971 in Düsseldorf

Mende trat 1945 einer Vorläuferpartei der FDP bei, obwohl er ursprünglich eher der CDU zugeneigt gewesen sei. Im Februar 1946 wurde er zunächst Landessekretär bzw. Parteigeschäftsführer und Verbandssyndikus der FDP in Nordrhein-Westfalen und dann im Juni 1947 als Vertreter der Jungdemokraten in den Vorstand der FDP der Britischen Zone gewählt.
Seit 1949 war er Mitglied des FDP-Bundesvorstandes und von 1960 bis 1968 Bundesvorsitzender der FDP. Nach der Naumann-Affäre entschloss er sich, gegen den Kandidaten des angeschlagenen nordrhein-westfälischen FDP-Vorsitzenden Friedrich Middelhauve für das Amt des stellvertretenden Landesvorsitzenden, Hermann Schwann (später Vorsitzender der Aktionsgemeinschaft Unabhängiger Deutscher), anzutreten, und wurde am 7. März 1953 mit großer Mehrheit zum Nachfolger des verstorbenen Hans Albrecht Freiherr von Rechenberg gewählt. Vornehmlich Bundespolitiker stand Mende 1956 eher distanziert dem Vorgehen der sogenannten „Jungtürken“ um Walter Scheel, Wolfgang Döring und Willi Weyer gegenüber, die den Koalitionswechsel von der CDU zur SPD in Nordrhein-Westfalen durchsetzten und damit den äußeren Anlass für die Abspaltung der Euler-Gruppe und die Gründung der FVP gaben, und hätte wohl den Bruch der Koalition mit der CDU auf Bundesebene lieber verhindert.
In die Bundestagswahl 1961 ging die Oppositionspartei FDP mit der Aussage, sie werde auf keinen Fall Konrad Adenauer zum Kanzler mitwählen. Mende gelang bei der Wahl mit 12,8 Prozent das bis 2009 beste Bundestagswahlergebnis seiner Partei. Das FDP-Versprechen, nur ohne Bundeskanzler Adenauer in eine Koalition einzutreten, konnte nicht erfüllt werden, da die CDU auf Adenauers Kanzlerschaft bestand. Zwar ging die FDP eine Koalition mit der Union ein, aber Mende lehnte die Übernahme eines Kabinettspostens ab und blieb Fraktionsvorsitzender. Trotzdem hing seiner Partei in der Folge der Ruf des „Umfallens“ an.
Im Januar 1968 kandidierte Mende nicht mehr für den Vorsitz der FDP; zu seinem Nachfolger wurde der ehemalige Bundesminister für wirtschaftliche Zusammenarbeit Walter Scheel gewählt. Mende blieb aber Mitglied des Bundesvorstandes. Von 1959 bis 1971 war er Mitglied des Beirats der Friedrich-Naumann-Stiftung.
Neben Siegfried Zoglmann war Mende im Juni 1970 Mitbegründer der Nationalliberalen Aktion, die sich gegen die Neue Ostpolitik der sozialliberalen Regierung Brandt/Scheel wandte. Der linke Flügel der FDP forderte daraufhin seinen Ausschluss aus der Partei. Im Oktober 1970 trat Mende von der FDP- zur CDU/CSU-Bundestagsfraktion über und wurde auch Mitglied der CDU.

## Abgeordneter
1948 bis 1950 war Mende Mitglied des Stadtrates von Opladen. Von 1949 bis 1980 war er Mitglied des Deutschen Bundestages. Hier war er von 1949 bis 1951 und wieder von 1952 an Parlamentarischer Geschäftsführer seiner Fraktion. Von 1953 bis 1957 war er stellvertretender Fraktionsvorsitzender und von 1957 bis 1963 Vorsitzender der FDP-Bundestagsfraktion. Als Gegner der Ostverträge, die von der FDP unter Walter Scheel maßgeblich mitbestimmt wurden, trat Mende am 9. Oktober 1970 gemeinsam mit Heinz Starke und Siegfried Zoglmann (letzterer nur als Gast) zur CDU/CSU-Bundestagsfraktion über.
Mende wurde von 1949 bis 1969 über die nordrhein-westfälische Landesliste der FDP, 1972 und 1976 über die hessische Landesliste der CDU in den Bundestag gewählt.
Erich Mende gehörte neben Ludwig Erhard, Hermann Götz, Gerhard Schröder (alle CDU), Richard Jaeger, Franz Josef Strauß, Richard Stücklen (alle CSU), Erwin Lange, R. Martin Schmidt und Herbert Wehner (alle SPD) zu den zehn Abgeordneten, die seit 1949 für mindestens 25 Jahre ununterbrochen dem Deutschen Bundestag angehörten. Als Mende 1980 aus dem Bundestag ausschied, war er einer von noch sieben Abgeordneten, die seit 1949 im Parlament gewesen waren.

## Öffentliche Ämter
Am 17. Oktober 1963 wurde er als Bundesminister für gesamtdeutsche Fragen und als Stellvertreter des Bundeskanzlers in die von Bundeskanzler Ludwig Erhard geführte Bundesregierung berufen. Als es zum Bruch der Koalition kam, trat Mende gemeinsam mit den anderen FDP-Bundesministern am 28. Oktober 1966 von diesen Ämtern zurück.

## Kabinette
- Kabinett Erhard I 1963–1965, Vizekanzler
- Kabinett Erhard II 1965–1966, Vizekanzler

## Ehrungen
- Eisernes Kreuz (1939) II. und I. Klasse
- Nahkampfspange in Bronze
- Deutsches Kreuz in Gold am 30. Mai 1942[7]
- Ritterkreuz des Eisernen Kreuzes am 28. Februar 1945[7]
- Großkreuz des Verdienstordens der Bundesrepublik Deutschland 1967
- Schlesierschild der Landsmannschaft Schlesien 1993

Des Weiteren erhielt er sechs Großkreuze ausländischer Orden. Für seine Verdienste um die Verhinderung der Sprengung des Marineehrenmals in Laboe erhielt Mende vom Deutschen Marinebund 1983 das Goldene Eichenblatt. Neun Tage nach seinem Tod wurde Mende am 15. Mai 1998 vom Deutschen Bundestag mit einem Staatsakt geehrt.

## Veröffentlichungen
- Das parlamentarische Immunitätsrecht in der Bundesrepublik Deutschland und ihren Ländern. juristische Dissertation, Köln 1950.
- Staatspolitische Aufsätze. Madel, Bonn 1952.
- Deutschland zwischen Wagnis und Sicherheit, Bonn 1965.
- Die FDP – Daten, Fakten, Hintergründe. Seewald, Stuttgart 1972, ISBN 3-512-00249-8.
- Bilanz aus der Distanz. Ist der Parlamentarismus in einer Krise? Staats- und wirtschaftspolitische Gesellschaft, Hamburg 1981, ISBN 3-88527-044-7.
- Das verdammte Gewissen. Zeuge der Zeit 1921–1945. Herbig, München 1982, 4. Aufl. 1999, ISBN 3-7766-2121-4.
- Die neue Freiheit. Zeuge der Zeit 1945–1961. Herbig, München 1984, ISBN 3-404-65072-7.
- Von Wende zu Wende. Zeuge der Zeit 1962–1982. Herbig, München 1986, ISBN 3-404-61132-2.
- Der Annaberg und das deutsch-polnische Verhältnis. Bund der Vertriebenen, Vereinigte Landsmannschaften und Landesverbände, Bonn 1991, ISBN 3-925103-48-1, 2. Auflage, Bonn 1994.